# 조르주 피카르
마리 조르주 피카르(Marie-Georges Picquart, 1854년 9월 6일 ~ 1914년 1월 19일)는 프랑스 보병장교 출신으로 제 3공화국 시절 국방부 장관을 역임하기도 했으며, 1896년 참모본부 정보국장으로 근무하던 시절에 드레퓌스 사건(affaire Dreyfus)의 당사자인 드레퓌스 대위가 간첩 누명을 쓰고 억울하게 옥살이를 하고 있다는 사실을 인지하고, 사건의 진상을 밝히기 위해 가장 많이 노력했던 중심인물로 알려져 있다. 그는 명백한 증거와 함께 에스테라지 소령이 진범이라는 사실을 상부에 보고했으나 사건을 은폐하려는 군수뇌부에 의해 일방적으로 묵살당했으며, 진상조사를 계속 진행하다가 북아프리카 튀니지로 좌천당했다.
1898년 간첩행위의 진범이었던 에스테라지 소령이 고발되어 군사재판이 진행되었으나 진범인 에스테라지 소령은 무죄로 석방되었다. 그후 조작된 증거들을 토대로 오히려 피카르 중령이 체포되었다. 이러한 재판결과에 분노한 에밀 졸라가 1898년 1월 13일 '나는 고발한다'라는 글을 발표하여 드레퓌스 사건이 정치쟁점화되었다. 1899년 드레퓌스 대위에 대한 재심이 진행되었으나, 유죄가 선고되며 피카르 중령의 명예회복 기회가 사라져버렸다. 그러나 1906년 7월 12일에 열린 드레퓌스 사건의 2차 재심에서 드레퓌스 대위의 범죄혐의 자체가 군수뇌부에 의해 조작된 간첩사건임이 밝혀지면서 피카르 중령의 명예 회복 절차가 진행되었다. 그는 준장으로 진급하며 군에 복직하였고 같은해 국방장관으로 입각하였다.

## 어린 시절
피카르는 1854년 9월 6일 프랑스 동북부 알자스에 있는 스트라스부르에서 세무공무원 마리 샤를 프랑수아 위베르 피카르(Marie Charles Francois Hubert Picquart)와 루이즈 앙리에트 델라니 드브네스(Lélanie Debenesse) 사이에서 5번째 자녀로 태어났다. 그의 할아버지는 스트라스부르의 군사 책임자였다. 1856년, 아버지가 게데르트하임으로 발령받자 가족이 모두 그곳으로 이사하여 6년동안 지내다가 스트라스부르로 돌아왔으며 아버지는 그의 나이 11살(1865년)때 사망하였다. 스트라스부르에 있는 제국고등학교의 장학생이 되어 우수한 성적으로 졸업했다. 17살 되던해인 1871년에 프랑스가 보불전쟁에서 패배하여 알자스-로렌이 독일로 합병되자 이듬해 가족들은 프랑스로 이주하였다.

## 초기 경력
18살이 되던 해인 1872년에 생시르 사관학교에 입학하였다. 입학 성적은 320명 중에 184등이었으나 졸업생 304명 중에 5등으로 졸업했다. 1874년 소위로 임관하였으며 인도차이나에서 복무하기 전에 프랑스에서 보병으로 복무했다. 1880년에 대위로 진급한후 1883년부터 파리에 있는 참모본부(École d'État-major)에서 근무하였다. 참모본부 고등교육과정을 2등으로 수료한 후 고등군사학교(Ecole Supérieure de Guerre)에서 교관으로 복무했다. 이 시절에 그에게 교육을 받은 훈련생도 중 한 명이 알프레드 드레퓌스였다. 1893년에 참모본부에 복귀하여 1894년 그는 참모 장교로서 드레퓌스 사건에 대한 군사재판을 참관하며 당시 논쟁에 대해 국방장관 오귀스트 메르시에와 육군 참모총장 라울 르 무통 드 부아드프레에게 올릴 보고서 작성 임무를 담당했었다. 1895년 전임 상테르 대령이 물러나자 참모본부 정보국장이 되었으며 1896년 중령으로 진급했다.

## 드레퓌스 사건

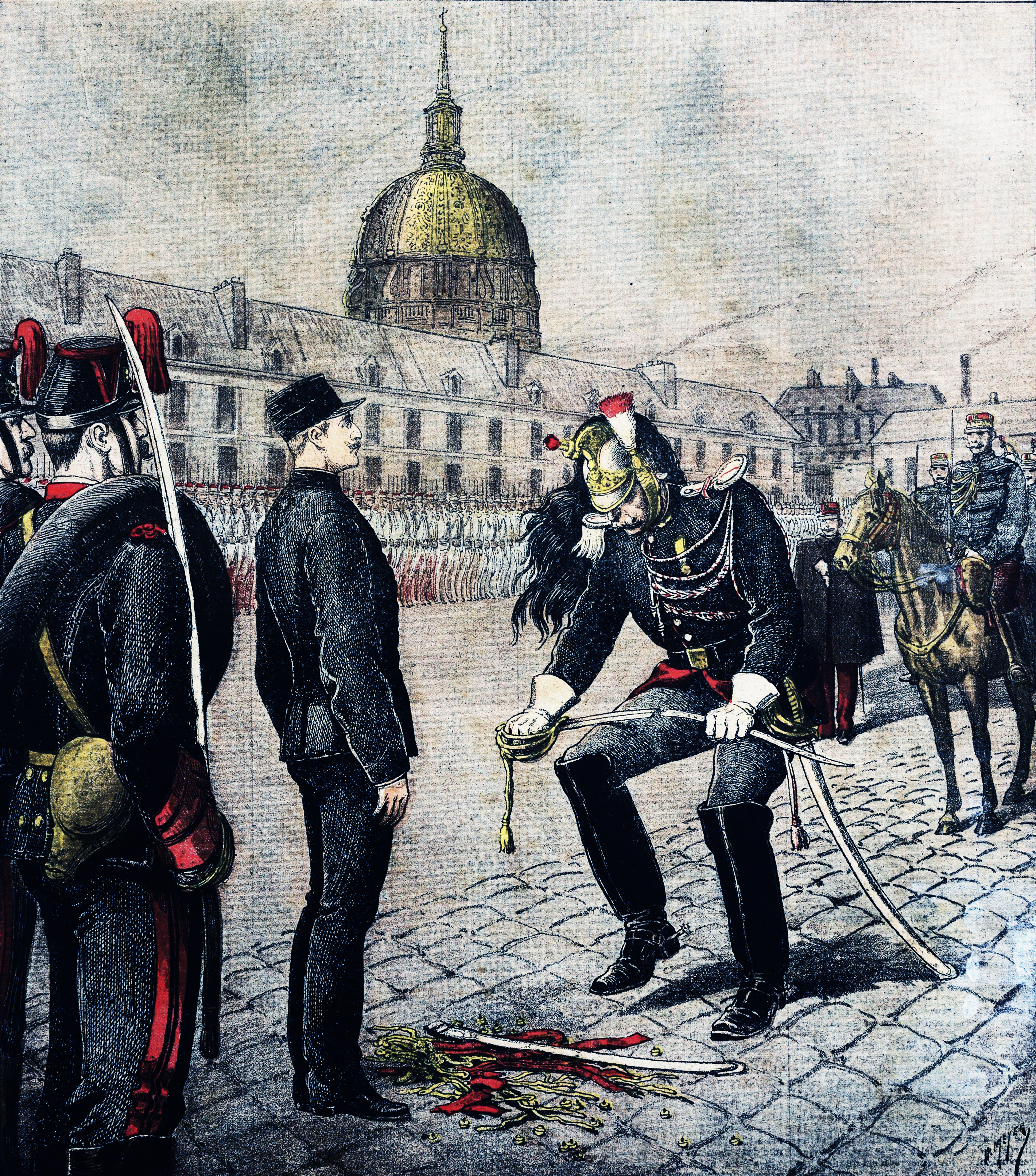
드레퓌스 군적 박탈식(1895년 1월 5일)

### 내부 반역자
1894년 9월 어느날, 파리 주재 독일대사관에서 문서(편지) 하나를 프랑스 정보요원이 입수하여 프랑스 참모본부 전달하였다. 수신인은 독일대사관 슈바르츠코펜이었으나 작성자나 보낸사람은 알 수 없었고 기밀사항에 대한 내용도 없었다. 다만 독일로 건네진 프랑스 포병에 대한 기밀문서 목록 5가지가 적혀 있었다. 일찍이 정보부는 프랑스 군의 정보를 독일로 유출하는 내부 간첩이 있음을 감지하고 골머리를 썩이고 있었다. 이 문서는 훗날 '명세서(Bordereau)'라 불리게 되었는데, 육필문서의 내용으로 볼 때 참모본부에 근무하는 포병장교들이 용의선상에 올랐다. 정보국장이던 상테르 중령은 필적감정과 함께 내부첩자 색출작업을 진행하던 중에 유대인 출신 포병대위 드레퓌스에 대해 강력한 의심을 품고 주목하게 되었다.

### 드레퓌스 재판
반유대주의자였던 상테르 중령은 개인적 확신 속에 10월 15일 드레퓌스 대위를 체포한 후 상부에 보고하였다. 필체가 비슷하다는 이유말고는 범행동기, 접선방법과 시기 등에 대한 추가 수사가 미진한 상태에서 체포된 지 3주 만에 서둘러서 무리하게 기소가 진행되었다. 또한 언론발표를 통해 마녀사냥식 여론몰이를 통해 재판이 진행되기도 전에 이미 드레퓌스를 반역자로 만들어 버렸다. 보불전쟁(1870~71)에서 처참하게 패배했던 프랑스는 반독일주의, 애국주의, 반유대주의가 팽배하던 시기였기에 대중은 군부와 언론의 선전선동에 쉽게 흥분하며 폐지되었던 사형제를 반역자에 대해서 만큼은 부활하자고 외치기도 하였다. 1894년 12월, 비공개 군사재판을 통해 드레퓌스는 종신형을 선고받고 공개적인 군적 박탈식이 진행된후 이듬해 남미 프랑스령 기아나의 악마섬이라 불리는 외딴섬에 유배되었다.

### 진실 추적

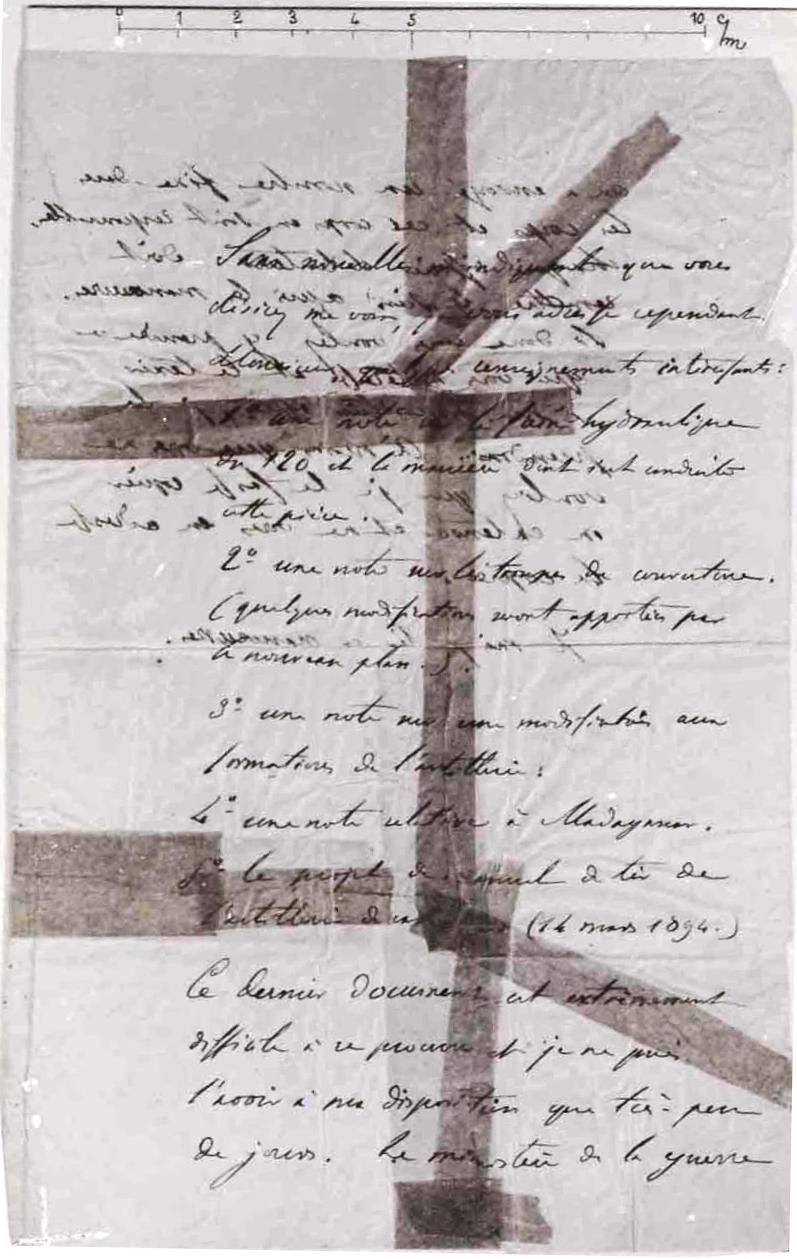
프랑스 방첩부대가 입수한 문서(1894.10.13촬영)

상테르 중령이 물러난 후 1895년 6월 22일, 참모본부 정보국장으로 임명되어 근무중이던 피카르 중령은 1896년 3월, 다른 간첩사건을 조사하던 중 드레퓌스 사건에 관련된 서류와 증거들을 접하게 되었다. 이때 그는 드레퓌스 대위가 반역죄를 범했다는 증거가 전혀 없다는 사실과 재판에서 결정적인 증거로 제시되었던 '명세서'의 필체가 에스테라지 소령과 동일하다는 사실도 알게 되었다. 추가 조사를 통해 프랑스 정보원들이 바렐에서 독일 정보원과 비밀접촉을 통하여 정보유출자가 에스테라지 소령이었음을 확인하기까지 하였다.
물증과 함께 수사내용을 상부에 보고하였으나 군수뇌부는 진상이 드러날 경우에 그 파장과 군부에 대한 권위추락, 대국민 신뢰손상 등의 이유로 그의 보고를 묵살하였고 추가 수사를 중단하라고 압력을 가해왔다. 수사를 지속하자 대표적으로 위베르-조제프 앙리 소령 같은 부하 장교들을 통한 조직적으로 방해가 있었고 1896년 12월에 프랑스령 튀니지로 좌천성 전출명령이 떨어졌다. 피카르 중령은 튀니지의 수스에 주둔한 제4 튀니지 티라이외르 연대의 지휘임무를 맡게 되었으나 그곳에서도 생명의 위협을 받았기에 대비책을 강구할 필요성이 있었다. 그래서 자신의 친구이자 변호사인 레블르와에게 수사내용을 털어놓았고 레블르와는 이 사실에 대해 알자스 출신 상원의원 케스트네르와 상의하기도 하였다.

### 구명활동과 제보
드레퓌스의 부인 루시와 그의 형 마티외는 구명활동을 계속 벌이고 있었다. 그러던중 1897년 11월, <르마텡>이라는 당대 프랑스 최대 일간지에 일명 '명세서'라 불리던 결정적 증거물 사진이 실렸는데, 이를 보고 진범 에스테라지와 거래관계에 있던 카스트로라는 사람으로부터 신문에 실린 사진상의 필체와 에스테라지의 필적과 동일하다는 제보를 가족에게 해왔다. 그는 추가적인 증거로 에스테라지의 편지를 제시했다. 가족들은 카스트로의 증언과 증거물을 토대로 에스테라지 소령을 군사법원에 정식으로 고발하였다.

### 무죄석방된 진범
1897년 12월 4일 군사법원에 에스테라지 소령에 대한 고발이 접수되자 군부는 에스테라지 소령과 조세프 앙리 소령 등을 동원하여 증거를 조작한 후 이를 언론에 조금씩 흘렸고 언론들은 확인도 없이 이를 대서특필 하였다. 조작된 증거는 드레퓌스 대위와 피카르 중령 두 사람 모두 간첩 행위에 연루되었다는 식이었다. 1898년 1월 10일, 군사재판이 진행되었으나 협박을 받은 필적 감정사들은 에스테라지에게 유리한 증언을 하였고 소령은 다음날 무죄 석방되었다. 아울러 튀니지에 있던 피카르 중령은 군기밀 누설죄와 에스테라지 재판에 제출된 증거를 조작한 혐의로 체포될 위험에 처하였다.

### 에밀 졸라의 분노
졸속 재판 끝에 진범이 석방되자 이에 분노한 에밀 졸라가 1898년 1월 13일, 자신의 전 생애에 걸친 명예를 걸고《나는 고발한다》라는 글을 신문에 게재하였다. 이 글이 실린 '로로르' 신문은 평소보다 10배 이상인 30만부가 팔려 나가며 프랑스 사회에 가히 폭발적인 영향력을 발휘하였다. 프랑스는 드레퓌스의 유무죄를 기준으로 재심요구파(드레퓌스파)와 재심반대파(반드레퓌스파)로 분열되어 시위, 폭동, 유대인에 대한 테러, 빈번한 폭력사태와 유혈충돌이 벌어졌고, 가족간에도 이 문제로 인하여 심하게 다투는 일이 다반사로 벌어지며 큰 사회문제로 대두되었다. 프랑스 사회의 갈등 양상이 준 내전수준에 치달으며 정치 스캔들화 되면서 프랑스 제3공화국의 존립마저 흔들렸다.

### 드레퓌스의 재심

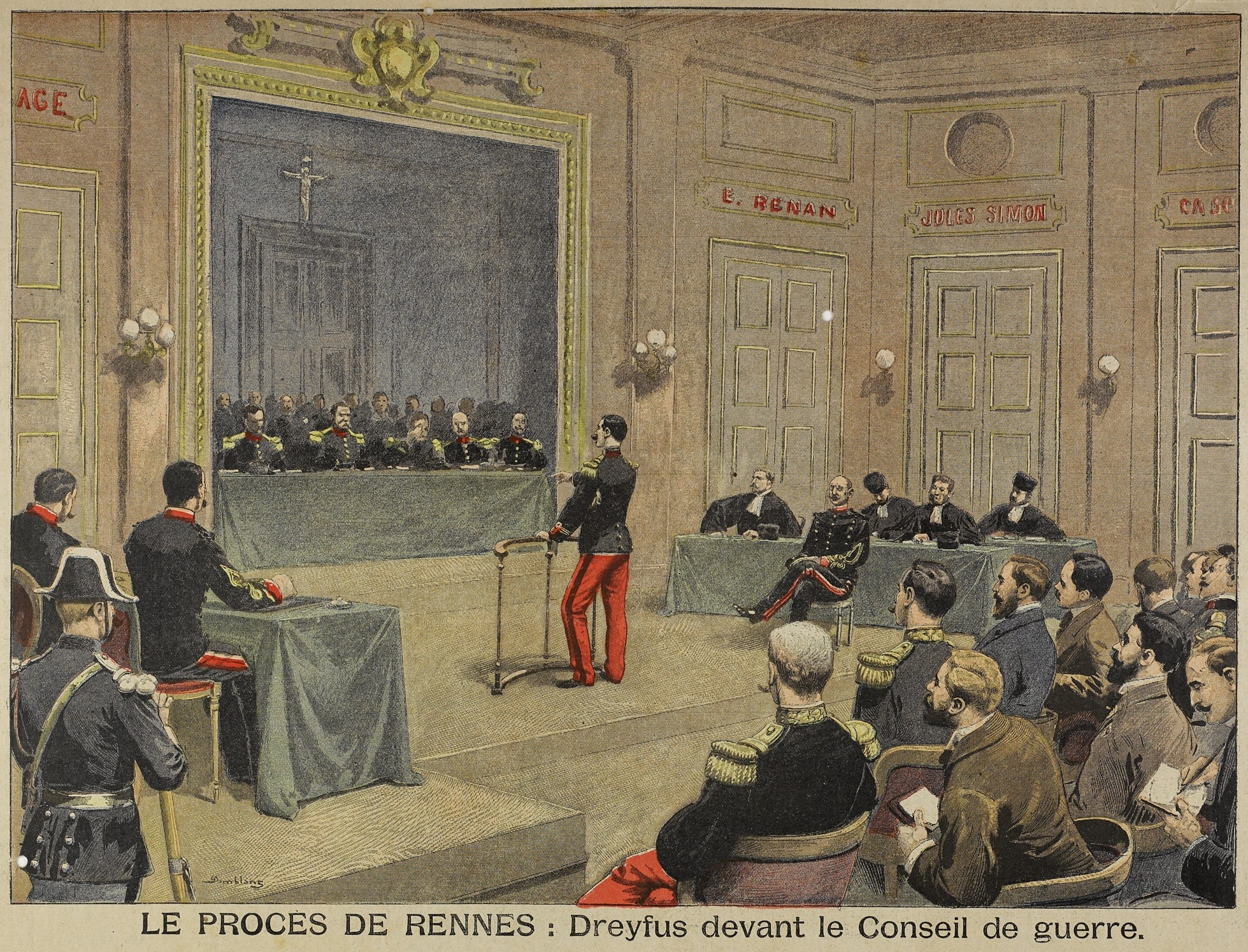
렌에서 열린 드레퓌스의 재심(1899년 9월 19일)

1898년 8월 30일, 증거 위조에 앞장섰던 조세프 앙리 소령이 자살을 하며 사건은 급반전되었다. 국방부의 새로운 수사가 진행되며 그 동안 제시되었던 증거들이 위조되었다는 사실이 들어나려 하자 극단적인 선택을 한 것이다. 상황이 불리하게 돌아가자 진범 에스테라지 소령은 영국으로 도피했다. 9월이 되자 사건에 관련되었던 국방장관과 여러 장성들이 무더기로 자진 혹은 강제 퇴역당했고 재심요구파가 힘을 얻었다.
1899년 6월 드레퓌스의 재심을 요구하는 탄원서가 파리 고등법원에 접수되었고 재심진행이 결정되었다. 아울러 피카르 중령은 구속된 지 324일 만에 석방되었다. 1899년 9월 9일에 진행된 1심 선고 공판에서 드레퓌스는 10년형을 선고받았는데 항소를 하지 않는 조건에 동의하여 형이 확정된 후 같은달 19일에 대통령(에밀 루베) 특별사면을 받아 석방되었다. 그러나 이 일로 인해 피카르 중령은 명예회복의 기회를 놓치고 말았다.

## 명예회복과 말년
1904년 드레퓌스가 재심을 청구하였는데, 1906년 7월 12일 간첩혐의에 대해서 무죄를 선고받았다. 이에 따라 명예회복이 이루어진 피카르는 준장으로 진급한 후 군에 복직하였다. 만약 그의 경력이 드레퓌스 사건에 연루되어 방해받지 않았다면, 연공서열과 관례에 따라 통상적인 장교들이 예상할 수 있는 수준의 진급이었다. 또한 1906년 피카르는 조르주 클레망소 내각의 국방장관으로 입각하였다. 그는 1906년 10월 25일부터 1909년 7월 24일까지 조르주 클레망소 내각의 전 기간 동안에 국방장관직을 수행하였다. 퇴임후에는 육군 군단장으로 복무했다. 1914년 1월 19일 아미앵에서 낙마사고로 사망했다.